# IJsbaan van Berlijn
In Berlijn (Duitsland) stonden of staan vier ijsbanen, waar inter- en nationale kampioenschappen (onder andere allround) op werden gehouden, waaronder het Sportforum Hohenschönhausen. Dit was de eerste overdekte 400 meter schaatsbaan van de wereld.

## Sportforum Hohenschönhausen

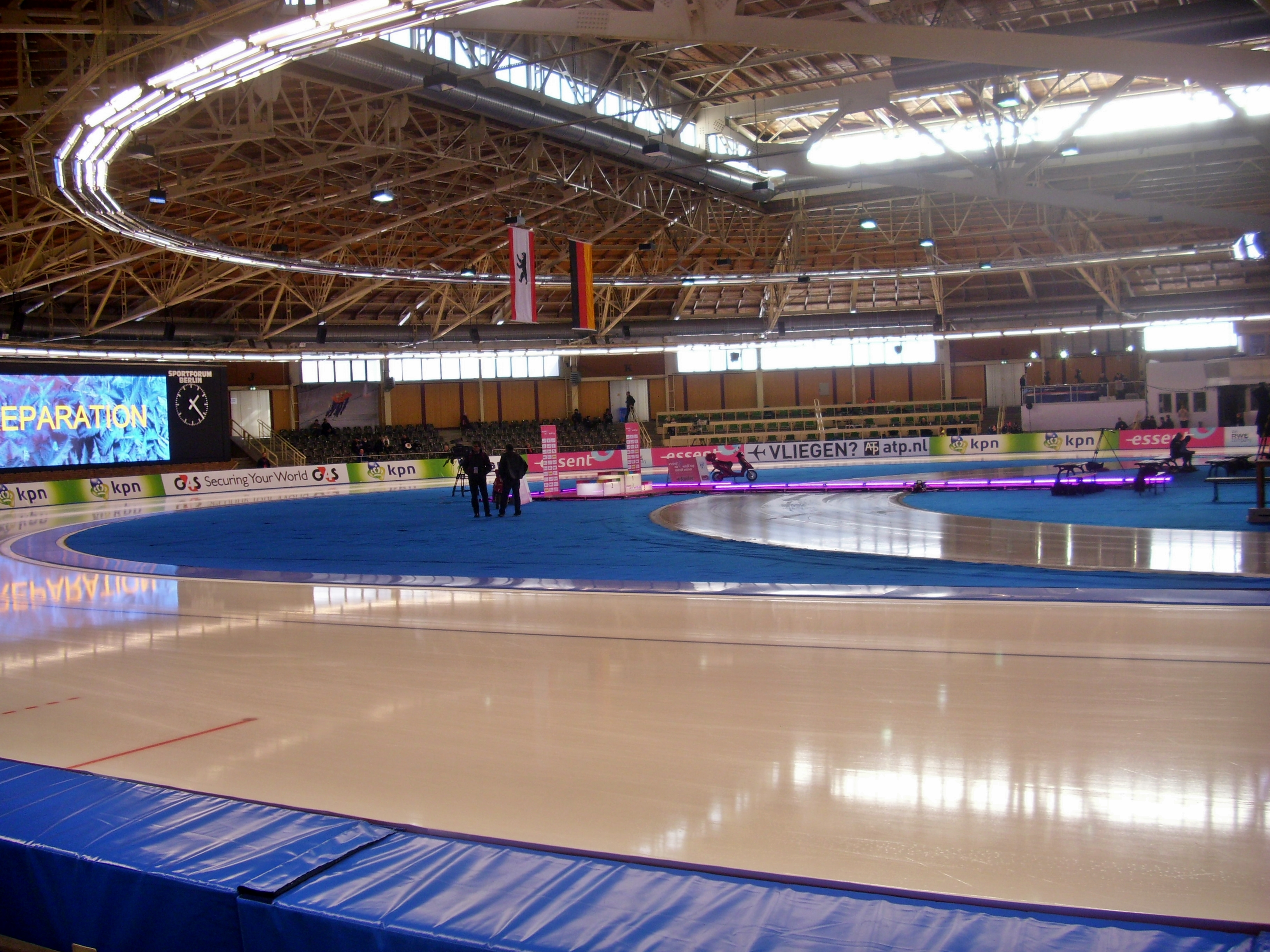

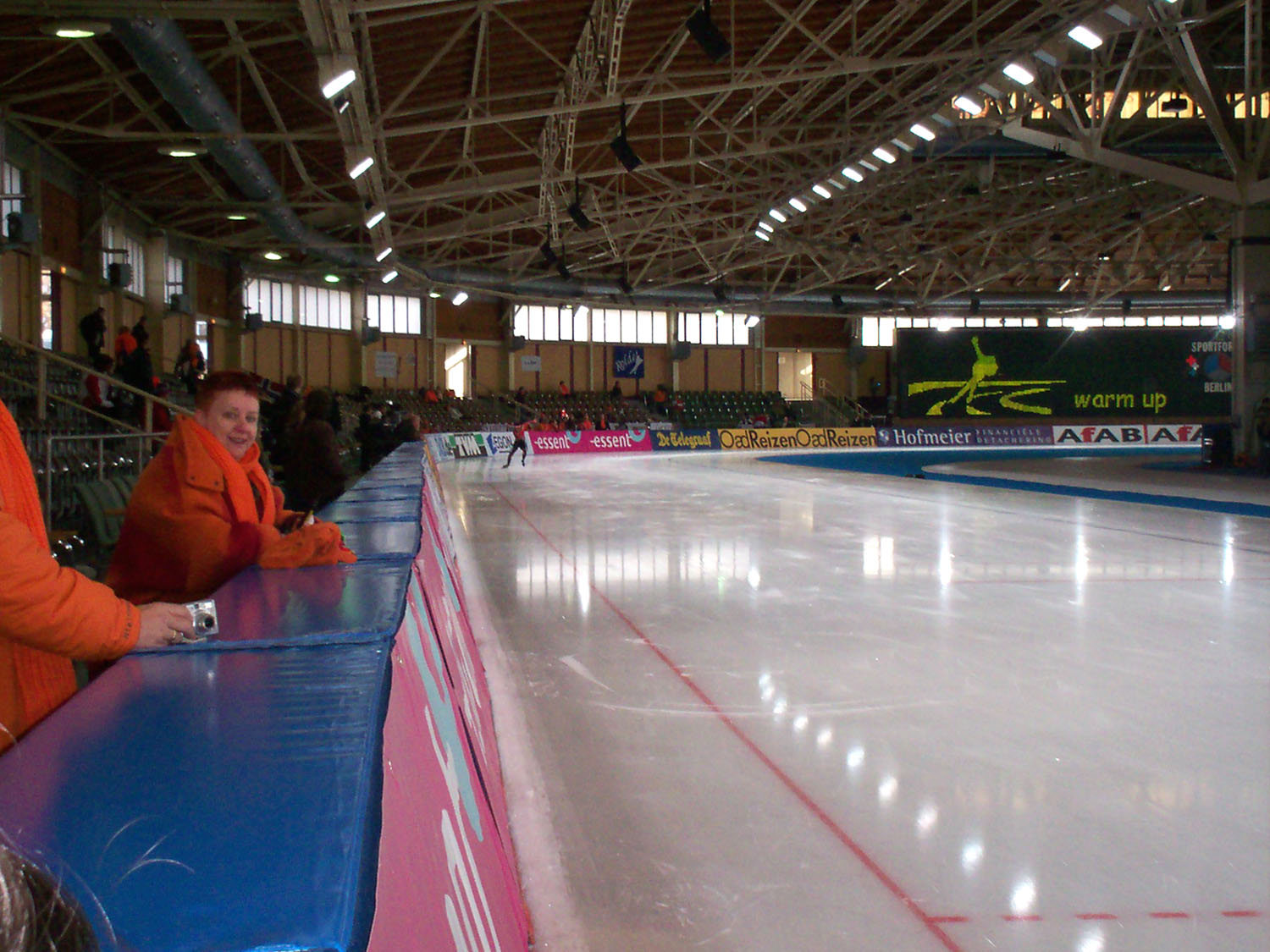

In de Oost-Berlijnse wijk Hohenschönhausen waren de belangrijkste sportcomplexen van de DDR. In de wijk waren de sportcomplexen van de SC Dynamo Berlin, de sportclub van de Stasi, gevestigd. Het Sportforum opende zijn deuren in 1985 en werd daarmee de eerste overdekte 400 meter kunstijsbaan van de wereld. Snel volgden Thialf in Heerenveen (1986) en de Olympic Oval in Calgary (1987).
Op 29 november 1997 reed Ids Postma als eerste schaatser hier een wereldrecord op de 1500 meter onder de grens van 1.50,00 (1.49,81). Kijkend naar de baanrecords is Sportforum Hohenschönhausen anno maart 2024 de nummer 13 op de lijst van snelste ijsbanen ter wereld.

### Grote wedstrijden
Internationale kampioenschappen
- 1993 - WK allround vrouwen;
- 1994 - WK junioren;
- 1998 - WK sprint (Jan Bos werd eerste Nederlandse wereldkampioen sprint);
- 2003 - WK afstanden;
- 2008 - WK allround (voor het eerst sinds 1980 geen Duitse schaatser op het podium van Sportforum Hohenschönhausen)
- 2016 - WK allround

Wereldbekerwedstrijden
- 1986/1987 - Wereldbeker 2 allround
- 1987/1988 - Wereldbeker 1 vrouwen
- 1988/1989 - Wereldbeker 1 vrouwen
- 1989/1990 - Wereldbeker 1 vrouwen
- 1990/1991 - Wereldbeker 1 vrouwen
- 1991/1992 - Wereldbeker 1
- 1992/1993 - Wereldbeker 1 allround
- 1993/1994 - Wereldbeker 1
- 1994/1995 - Wereldbeker 1 allround
- 1995/1996 - Wereldbeker 1
- 1996/1997 - Wereldbeker 1 allround
- 1997/1998 - Wereldbeker 1 allround
- 1998/1999 - Wereldbeker 7
- 1999/2000 - Wereldbeker 3 sprint
- 2000/2001 - Wereldbeker 1 allround
- 2001/2002 - Wereldbeker 1 allround
- 2004/2005 - Wereldbeker 2 allround
- 2006/2007 - Wereldbeker 2
- 2008/2009 - Wereldbeker 1
- 2009/2010 - Wereldbeker 1
- 2010/2011 - Wereldbeker 2
- 2011/2012 - Wereldbekerfinale
- 2013/2014 - Wereldbeker 4
- 2014/2015 - Wereldbeker 3
- 2016/2017 - Wereldbeker 5

Nationale kampioenschappen
- 1987 - DK afstanden
- 1988 - DK afstanden
- 1989 - DK afstanden
- 1989 - DK allround
- 1990 - DK afstanden
- 1990 - DK sprint
- 1990 - DK allround
- 1991 - DK sprint
- 1992 - DK afstanden
- 1993 - DK allround
- 1994 - DK afstanden
- 1994 - DK allround
- 1994 - DK sprint
- 1995 - DK afstanden
- 1996 - DK afstanden
- 1996 - DK sprint
- 1997 - DK afstanden
- 1998 - DK afstanden
- 1999 - DK afstanden
- 2000 - DK afstanden
- 2001 - DK afstanden
- 2002 - DK afstanden
- 2004 - DK sprint
- 2004 - DK allround
- 2005 - DK afstanden
- 2006 - DK afstanden
- 2007 - DK sprint
- 2007 - DK allround
- 2009 - DK afstanden
- 2009 - DK sprint
- 2009 - DK allround
- 2010 - DK afstanden
- 2012 - DK sprint
- 2012 - DK allround
- 2013 - DK afstanden
- 2015 - DK afstanden
- 2015 - DK sprint
- 2016 - DK sprint
- 2016 - DK allround

### Baanrecords
| Afstand              | Schaatser                                  | Land | Tijd     | Datum      |
| -------------------- | ------------------------------------------ | ---- | -------- | ---------- |
| 100 m                | Denny Ihle                                 | GER  | 09,78    | 06-02-2010 |
| 500 m                | Joji Kato                                  | JPN  | 34,70    | 08-11-2008 |
| 1000 m               | Kjeld Nuis                                 | NED  | 1.08,25  | 28-01-2017 |
| 1500 m               | Shani Davis                                | USA  | 1.44,47  | 08-11-2009 |
| 3000 m               | Jan Szymański                              | POL  | 3.44,59  | 08-11-2014 |
| 5000 m               | Sven Kramer                                | NED  | 6.09,76  | 17-11-2006 |
| 10.000 m             | Sven Kramer                                | NED  | 13.07,19 | 06-03-2016 |
| Ploegenachtervolging | Sven Kramer Carl Verheijen Erben Wennemars | NED  | 3.40,79  | 19-11-2006 |
| 2×500 m              | Jeremy Wotherspoon                         | CAN  | 69,970   | 14-03-2003 |
| Sprintvierkamp       | Nico Ihle                                  | GER  | 140,495  | 16-01-2016 |
| Minivierkamp         | Jan Veenje                                 | NED  | 150,806  | 28-01-2018 |
| Kleine vierkamp      | Jonas Pflug                                | GER  | 153,377  | 21-11-2015 |
| Grote vierkamp       | Sven Kramer                                | NED  | 148,494  | 09-02-2008 |

| Afstand              | Schaatsster                                | Land | Tijd     | Datum      |
| -------------------- | ------------------------------------------ | ---- | -------- | ---------- |
| 100 m                | Jenny Wolf                                 | GER  | 10,58    | 28-10-2005 |
| 500 m                | Lee Sang-hwa                               | KOR  | 37,36    | 06-12-2013 |
| 1000 m               | Heather Richardson                         | USA  | 1.14,51  | 08-12-2013 |
| 1500 m               | Ireen Wüst                                 | NED  | 1.54,83  | 06-03-2016 |
| 3000 m               | Martina Sáblíková                          | CZE  | 3.58,11  | 05-03-2016 |
| 5000 m               | Martina Sáblíková                          | CZE  | 6.52,57  | 06-03-2016 |
| 10.000 m             | Grit Mertens                               | GER  | 17.21,72 | 09-03-2008 |
| Ploegenachtervolging | Marrit Leenstra Jorien ter Mors Ireen Wüst | NED  | 2.58,19  | 08-12-2013 |
| 2×500 m              | Jenny Wolf                                 | GER  | 75,690   | 09-11-2012 |
| Sprintvierkamp       | Monique Angermüller                        | GER  | 153,615  | 07-01-2012 |
| Minivierkamp         | Isabell Ost                                | GER  | 164,966  | 21-11-2015 |
| Kleine vierkamp      | Martina Sáblíková                          | CZE  | 159,042  | 06-03-2016 |

### Wereldrecords
| Nr.                            | Discipline                     | Naam                                        | Land                           | Tijd                           | Datum                          |
| ↓ gereden met de klapschaats ↓ | ↓ gereden met de klapschaats ↓ | ↓ gereden met de klapschaats ↓              | ↓ gereden met de klapschaats ↓ | ↓ gereden met de klapschaats ↓ | ↓ gereden met de klapschaats ↓ |
| ------------------------------ | ------------------------------ | ------------------------------------------- | ------------------------------ | ------------------------------ | ------------------------------ |
| 1.                             | 1500 meter (m)                 | Ids Postma                                  | Nederland                      | 1.49,81                        | 29 november 1997               |
| 2.                             | Achtervolging (m)              | Mark Tuitert Carl Verheijen Erben Wennemars | Nederland                      | 3.46,44                        | 21 november 2004               |

## Horst-Dohm-Stadion
Het Horst-Dohm-Stadion staat in de wijk Wilmersdorf en werd in 1974 geopend. Het stadion ligt in West-Berlijn en stond oorspronkelijk bekend als Eisstadion Wilmersdorf.

### Grote wedstrijden
Internationale kampioenschappen
- 1976 - WK sprint
- 1989 - EK allround vrouwen

Wereldbekerwedstrijden
- 1985/1986 - Wereldbeker 2 sprint
- 1986/1987 - Wereldbeker 1 sprint
- 1988/1989 - Wereldbeker 1 mannen
- 1989/1990 - Wereldbeker 1 mannen

Nationale kampioenschappen
- 1975 - DK allround
- 1976 - DK sprint
- 1978 - DK allround vrouwen
- 1983 - DK allround mannen
- 1986 - DK sprint
- 1989 - DK allround vrouwen

## Weissensee
De Weissensee is een voormalige ijsbaan in Berlijn in de deelstaat Berlijn in het noordoosten van Duitsland. De openlucht-kunstijsbaan is geopend in 1963 en ligt op 37 meter boven zeeniveau. In 1984 is de ijsbaan gesloten en vervangen door de overdekte baan, het Sportforum Hohenschönhausen.

### Grote wedstrijden
Nationale kampioenschappen
- 1963 - DK afstanden
- 1963 - DK allround
- 1964 - DK afstanden
- 1964 - DK allround
- 1965 - DK afstanden
- 1965 - DK allround
- 1966 - DK afstanden
- 1966 - DK allround
- 1967 - DK afstanden
- 1967 - DK allround
- 1968 - DK afstanden
- 1968 - DK allround
- 1969 - DK afstanden
- 1969 - DK allround
- 1970 - DK afstanden
- 1970 - DK allround
- 1971 - DK afstanden
- 1972 - DK afstanden
- 1973 - DK allround vrouwen
- 1973 - DK allround mannen
- 1973 - DK sprint
- 1974 - DK allround
- 1975 - DK sprint
- 1978 - DK allround mannen
- 1978 - DK allround vrouwen
- 1981 - DK allround

## Halensee

### Grote wedstrijden
Internationale kampioenschappen
- 1914 - EK allround mannen

Nationale kampioenschappen
- 1897 - DK allround mannen
- 1913 - DK allround mannen
- 1914 - DK allround mannen

## West-Eisbahn
De West-Eisbahn was gelegen in de wijk Charlottenburg.

### Grote wedstrijden
Internationale kampioenschappen
- 1893 - EK allround mannen (De Zweed Rudolf Ericson wordt eerste officiële Europees kampioen)
- 1899 - WK allround mannen

Nationale kampioenschappen
- 1900 - DK allround mannen